# بانکسیا آشیانه
بانکسیای آشیانه (نام علمی: Banksia baxteri) نام یک گونه از سرده بانکسیا است.